# The Rebel Set
The Rebel Set is een Amerikaanse film uit 1959, geregisseerd door Gene Fowler Jr.. Hoofdrollen werden vertolkt door Gregg Palmer, Kathleen Crowley en Edward Platt.

## Verhaal
Drie Beatniks genaamd John George en Ray krijgen van Mr. Tucker, eigenaar van een koffiehuis, een miljoen dollar aangeboden indien ze voor hem een pantserwagen overvallen. Hij heeft een plan voor hen uitgedacht waarin ze zich moeten vermommen als agenten om zo de wagen in handen te krijgen en ermee naar New York te vluchten. Wat geen van de drie weet is dat Tucker na de overval de drie wil vermoorden om zo al het geld voor zichzelf te houden.

## Rolverdeling
| Acteur             | Personage                 |
| ------------------ | ------------------------- |
| Gregg Palmer       | John Mapes                |
| Kathleen Crowley   | Jeanne Mapes              |
| Edward Platt       | Mr. Tucker aka Mr. T      |
| John Lupton        | Ray Miller                |
| Don Sullivan       | George Leland             |
| Ned Glass          | Sidney Horner             |
| Vikki Dougan       | Karen, the waitress       |
| I. Stanford Jolley | King Invader, beat poet   |
| Barbara Drew       | Mrs. Packard              |
| Cecil Elliott      | Train Gossip              |
| Grace Fields       | Train Gossip              |
| Gene Roth          | Conductor, New York train |

## Achtergrond
“The Rebel Gang” werd bespot in de cultserie Mystery Science Theater 3000.